# Преображенська вулиця (Одеса)

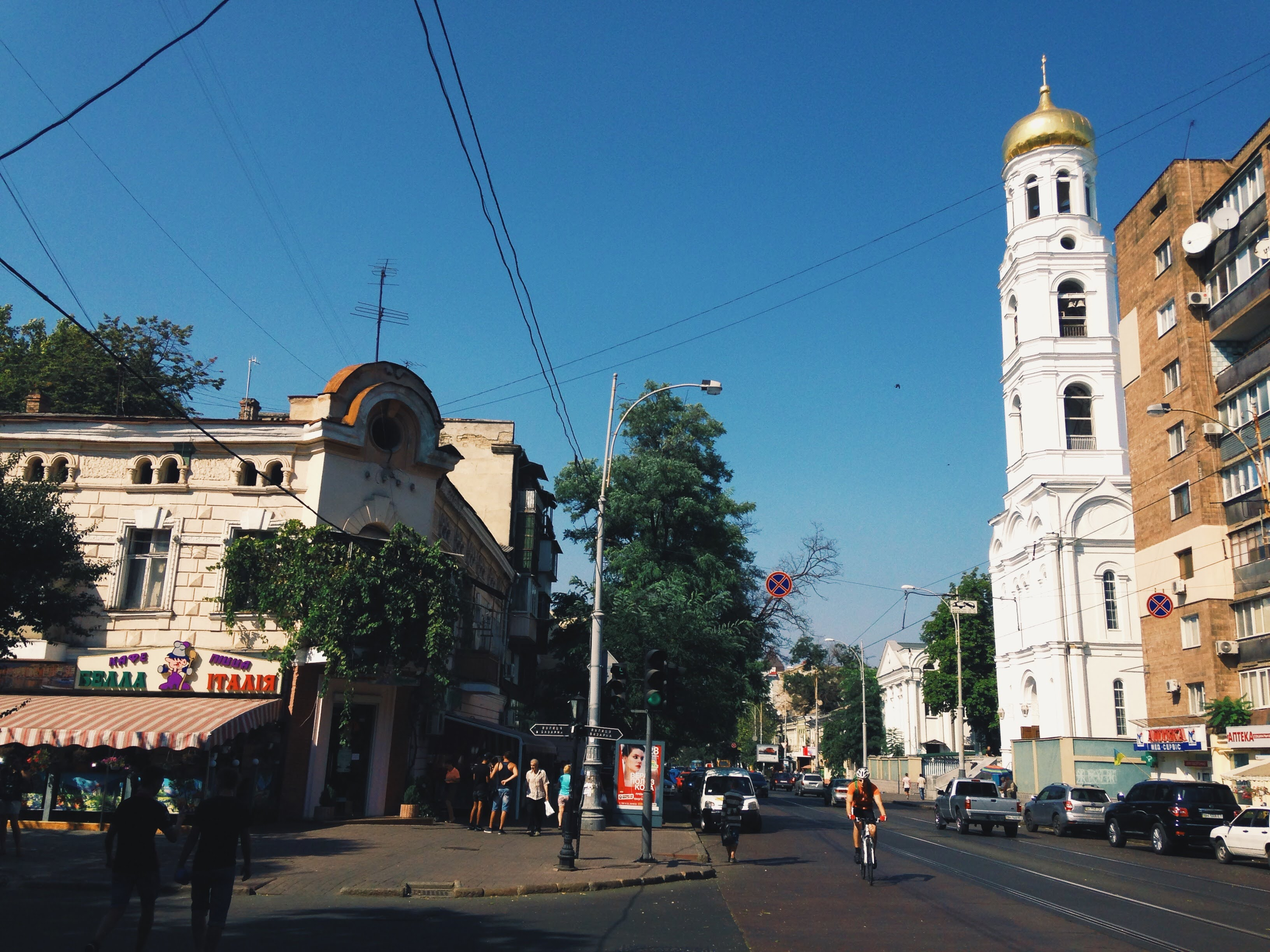
Вулиця влітку.

Преображенська вулиця — одна із вулиць Одеси, довгий час була найдовшою вулицею міста. Бере початок від бульвару Військово-морських сил і, перетинаючи Соборну площу, тягнеться до Новощепного ряду впираючись у центральну браму Першого Християнського цвинтаря.

## Історія
Вулиця була закладена у 1817 році під сучасною назвою. Вулиця перетинала Соборну площу, де знаходиться найбільший православний храм Одеси — Спасо-Преображенський собор, який і дав назву вулиці. Із приходом до влади більшовиків назву змінили на вулиця Троцького на честь Льва Троцького (в період 1920—1928 роки), однак після вислання останнього з СРСР, у 1928 році, назву змінили на 10-ліття Червоної Армії, згодом залишивши просто Червоної Армії.
У період з 1941 по 1944 роки вулиця дістала назву Короля Міхая І (рум. Regele Mihai I), однак із поверненням радянської влади було повернено і радянську назву. У 1946 році Червона армія змінила свою офіційну назву на ″Радянська армія″, відповідно було і змінено назву вулицю на Радянської Армії. Тільки відновлення Україною незалежності, 18 серпня 1994 року, вулиці було повернено історичну назву — Преображенська.
Особливістю вулиці є те, що, на відміну від більшості інших, її перший квартал, до перетину з Отонівським провулком і Софіївською вулицею, парні будинки розташовані по лівий бік вулиці, а непарні — по правій.

## Будинки
- № 1 — житловий будинок.
- № 2а — житловий будинок, збудований у 1850-х роках (архітектор О. Коллович). Тут мешкав український військовик білоруського походження, герой Шипки, генерал-ад'ютант Ф. Ф. Радецький. У цій будівлі до 1941 року містилася фабрика фотопластинок, пізніше — протезний завод, а тепер — «Морський гідрофізичний інститут» та «Фізико-хімічний інститут захисту довкілля та людини».
- № 3 — житловий будинок Рабиновича, збудований наприкінці XIX століття (архітектор Л. Ф. Прокопович).
- № 4 — житловий будинок Катерини Соломос, збудований у 1913 році (архітектор В. І. Прохаска) Реконструйований у 2008 році (архітектор С. Г. Косоловський). У цьому будинку в серпні 1941 року під час оборони Одеси містився штаб 1-го полку морської піхоти під командуванням полковника Я. І. Осипова, а також навчалися письменник Л. В. Нікулін та академік АН УРСР П. І. Багрій[1][2].
- № 5 — житловий будинок Лілії Бродської, збудований у 1881 році (архітектор Д. Є. Мазиров).
- № 6 — житловий будинок Михайла Карузо.
- № 8 — будівля колишнього комерційного училища імені Імператора Миколи І (нині — Одеський національний економічний університет), збудована у 1876—1877 роках (архітектор Ф. В. Гонсьоровський). Будівля була двоповерховою, у 1930-х роках, був надбудований третій поверх.
- № 9 — житловий будинок Льва Толстого, збудований у 1850 році (архітектор Ф. Й. Моранді). В будинку у 1887—1889 роках мешкав болгарський народний поет, громадський діяч Іван Вазов.
- № 10 — житловий будинок Адаменка, збудований у 1847 році (архітектор І. С. Козлов).
- № 11 — будинок 1-го Російського Страхового товариства «Життя», збудований у 1900 році архітектор В. І. Шмидт. Тут мешкали та працювали: польський композитор, професор Еміль Млинарський; літературознавець, академік Петербурзької АН А. І. Кирпичников; електрохімік, Герой Соціалістичної Праці, академік О. Н. Фрумкін.
- № 13 — прибутковий будинок Інбера.
- № 14 — будівля Одеського художнього коледжу імені Митрофана Грекова, збудована у 1909—1910 роках (архітектор П. У. Клейн). Тут навчалися маляр Р. Судковський, скульптор Я. Ніколадзе, Ф. Рубо, А. Попов, Н. Опацький.
- № 15 — житловий будинок.
- № 16 — будинок збудований у середині XIX століття. У перші повоєнні роки у будівлі розмістилося Обласне відділення товариства з поширення політичних та наукових знань. Тепер також належить Одеському художньому коледжу імені Митрофана Грекова.
- № 18 — прибутковий будинок Машевського, збудований у 1903 році (архітектор В. О. Домбровський).
- № 20/24 — житловий будинок Тимченка. Тут мешкали Л. С. Ценковський, М. М. Соколов, Д. М. Абашев.
- № 21 — житловий будинок.
- № 23 — прибутковий будинок Бернгарда Лібмана, збудований у 1887—1888 роках (архітектори А. А. Нієс, Е. Я. Меснер, Г. А. Моргуліс) на місці будинку гауптвахти. Після 1917 року верхні поверхи (включно з мансардами) поділені на комунальні квартири. На першому поверсі розташовувалися різноманітні установи, серед яких найвідоміші — Центральна ощадна каса № 5340 (кінець 1920-х — початок 1930-х років), румунське видавництво «Букул» (під час окупації у 1941—1944 роках), букіністичний магазин «Облкниготоргу» (1950-ті роки). Нині будинок перебуває в аварійному стані та потребує реконструкції.
- № 24 — комплекс споруд колишнього Новоросійського університету (нині — Одеський національний університет імені І. І. Мечникова). Будівля історичного факультету.
- № 28 — житловий будинок.
- № 30 — житловий будинок Григоровича, збудований у 1860 році (архітектор І. А. Жуковський).
- № 38 — прибутковий будинок Юр'євича, збудований у XX столітті.
- № 40 — прибутковий будинок Г. Ф. Рафаловича, збудований у XIX столітті. Нині тут міститься готель «Центральний».
- № 41 — прибутковий будинок Тангура, збудований у 1888 році (архітектор М. К. Толвінський).
- № 62 — прибутковий будинок Лівшиця, збудований у 1910 році (архітектор С. А. Ландесман).
- № 70 — Свято-Успенський кафедральний собор, збудований 1855—1869 роках (архітектор Л. С. Оттон).

## Меморіальні, пам'ятні таблиці
- № 72 — меморіальна таблиця Євгену Георгійовичу Горбачову, заслуженому тренеру УРСР з волейболу, який мешкав у цьому будинку.

## Галерея

Світлини вуличної забудови
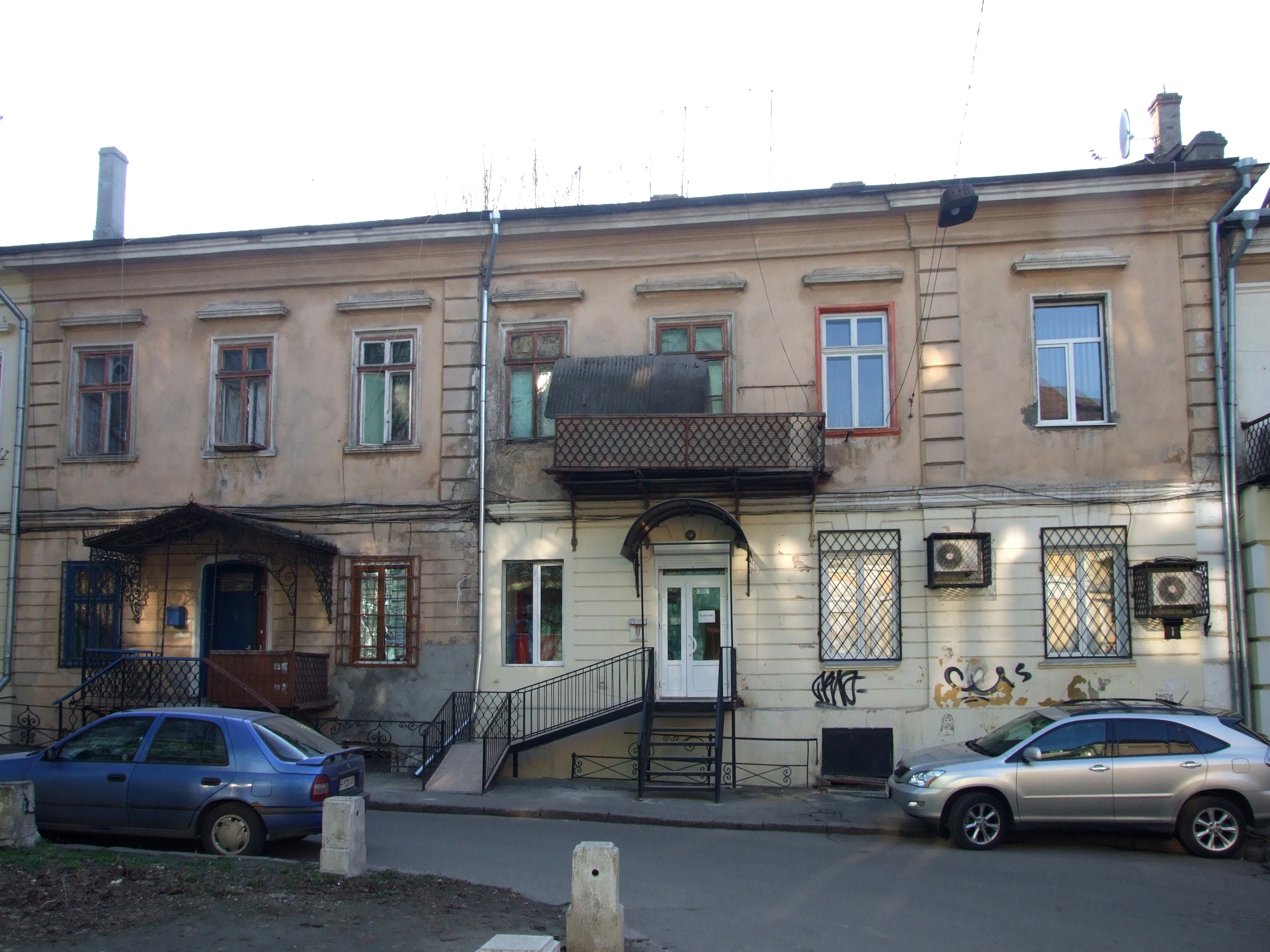
Житловий будинок (№ 1)
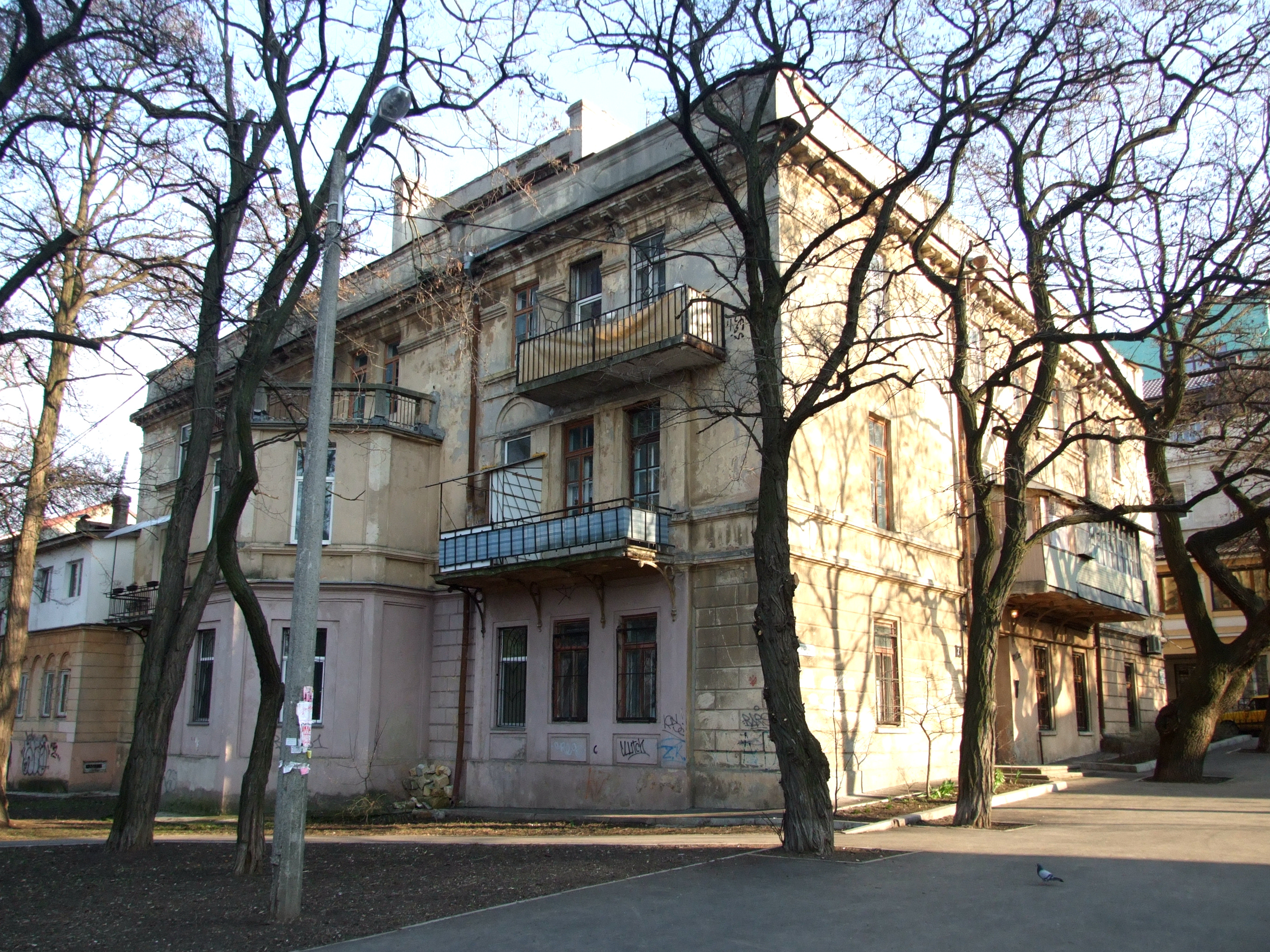
Житловий будинок (№ 2а)
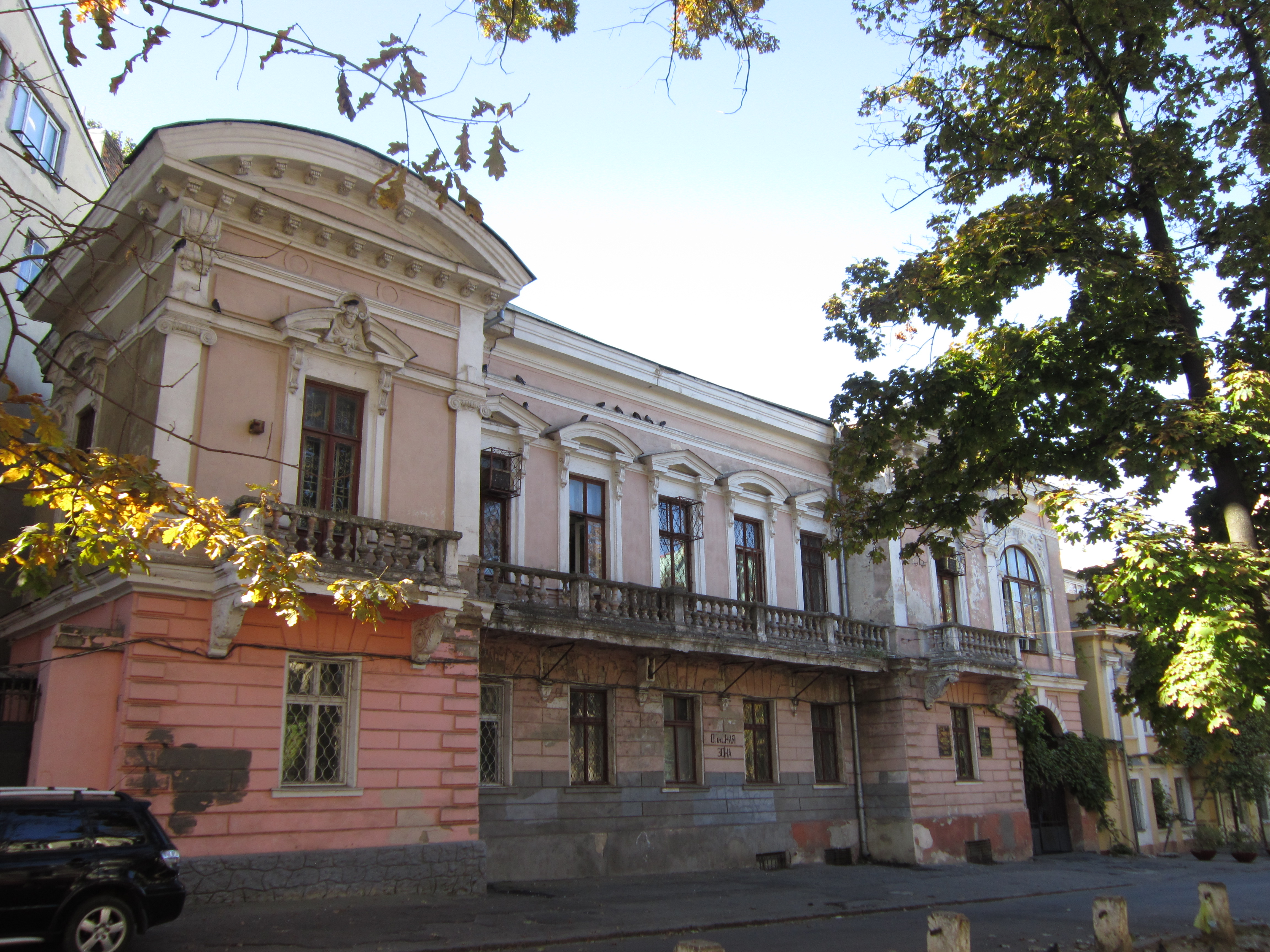
Житловий будинок Рабиновича (№ 3)
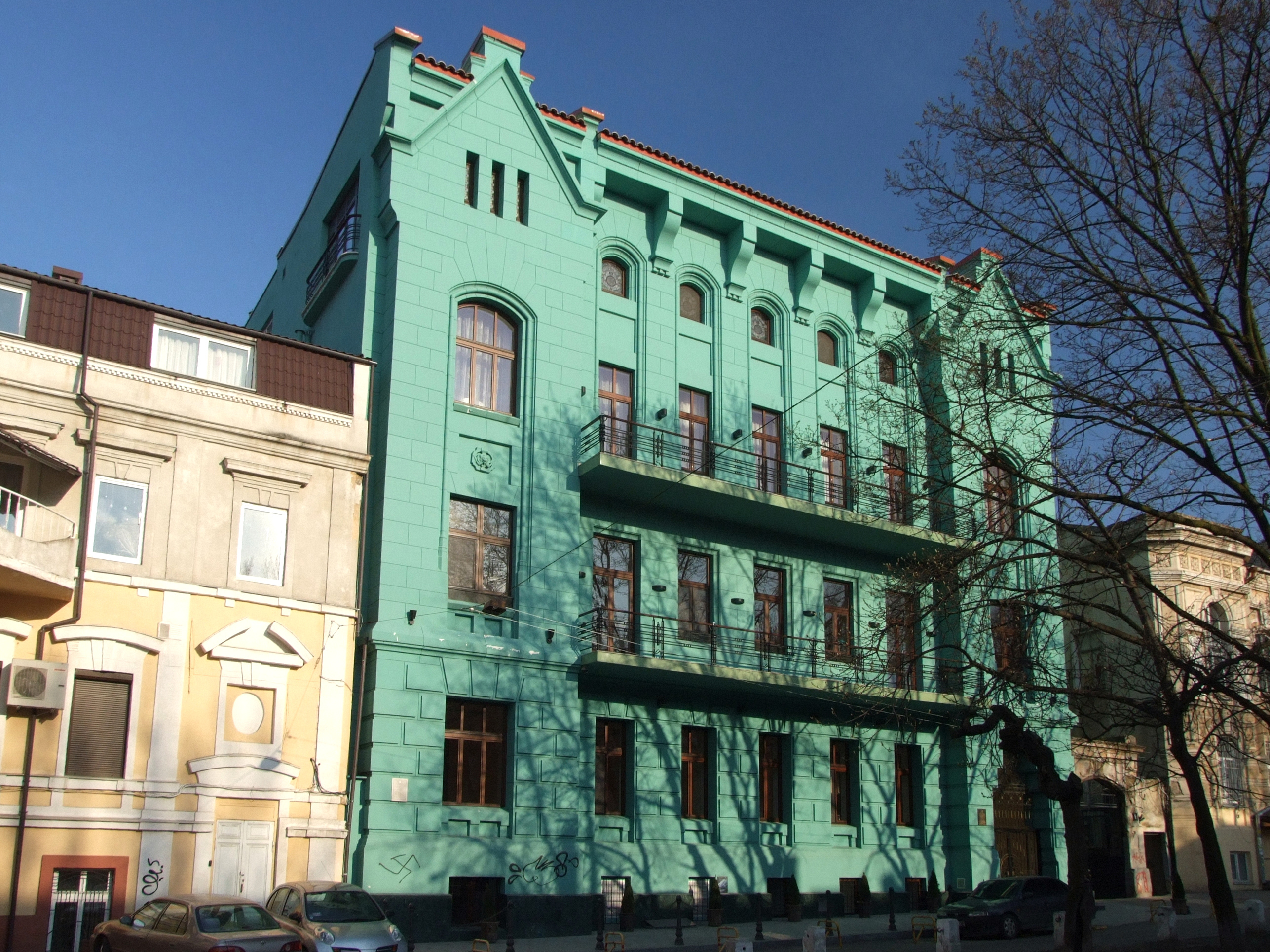
Житловий будинок Катерини Соломос (№ 4)
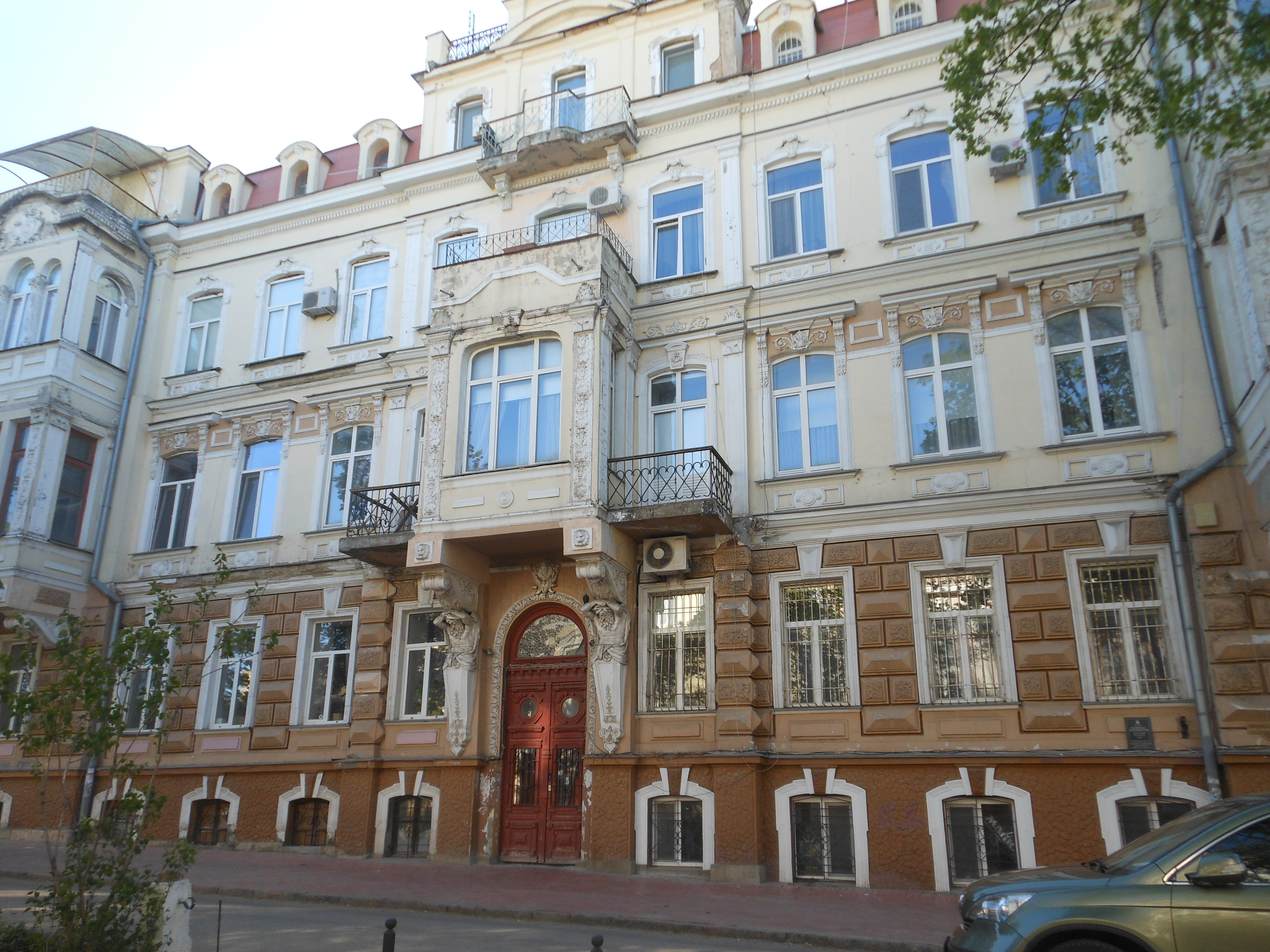
Житловий будинок Лілії Бродської (№ 5)
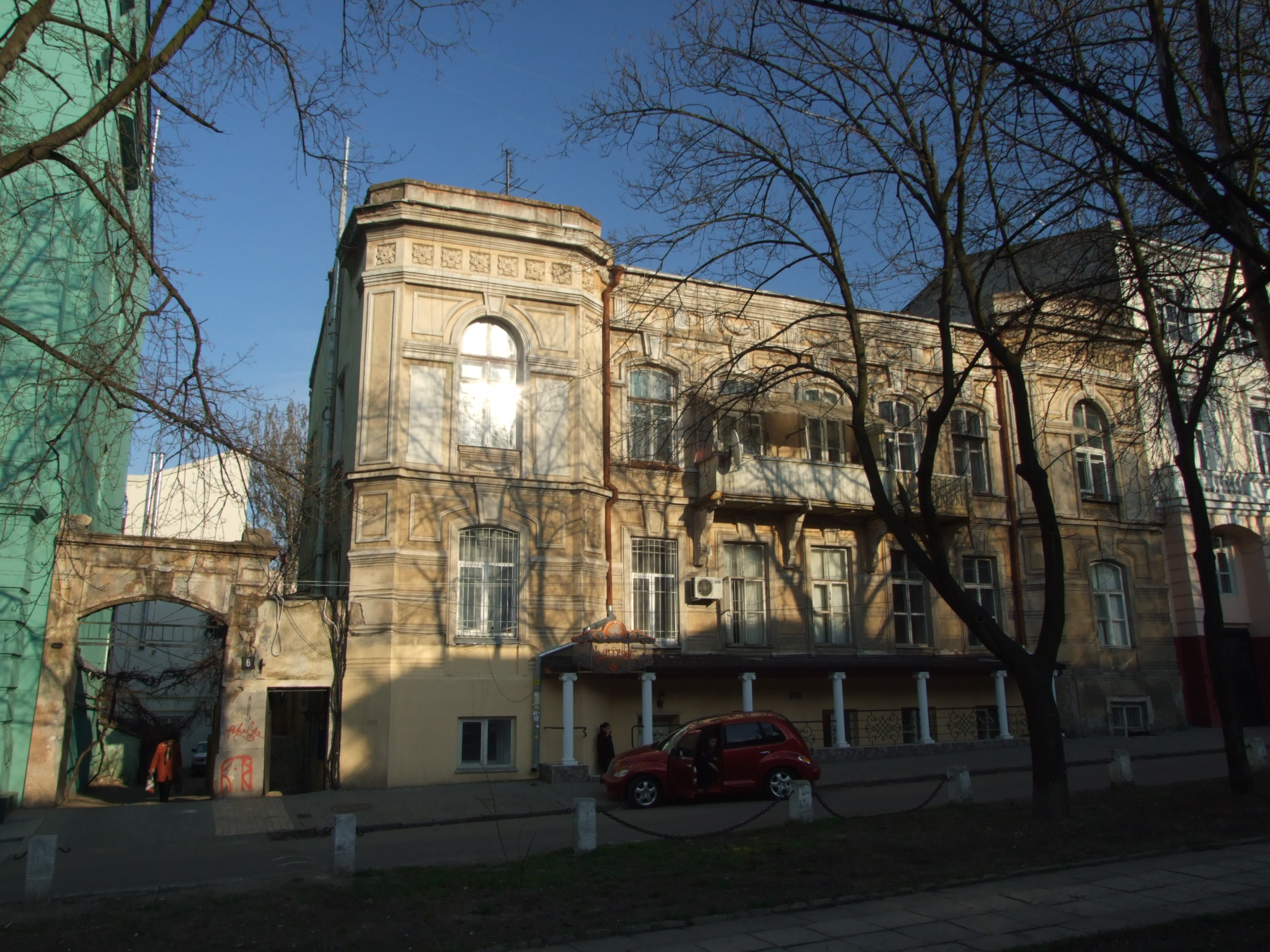
Житловий будинок М. Карузо (№ 6)
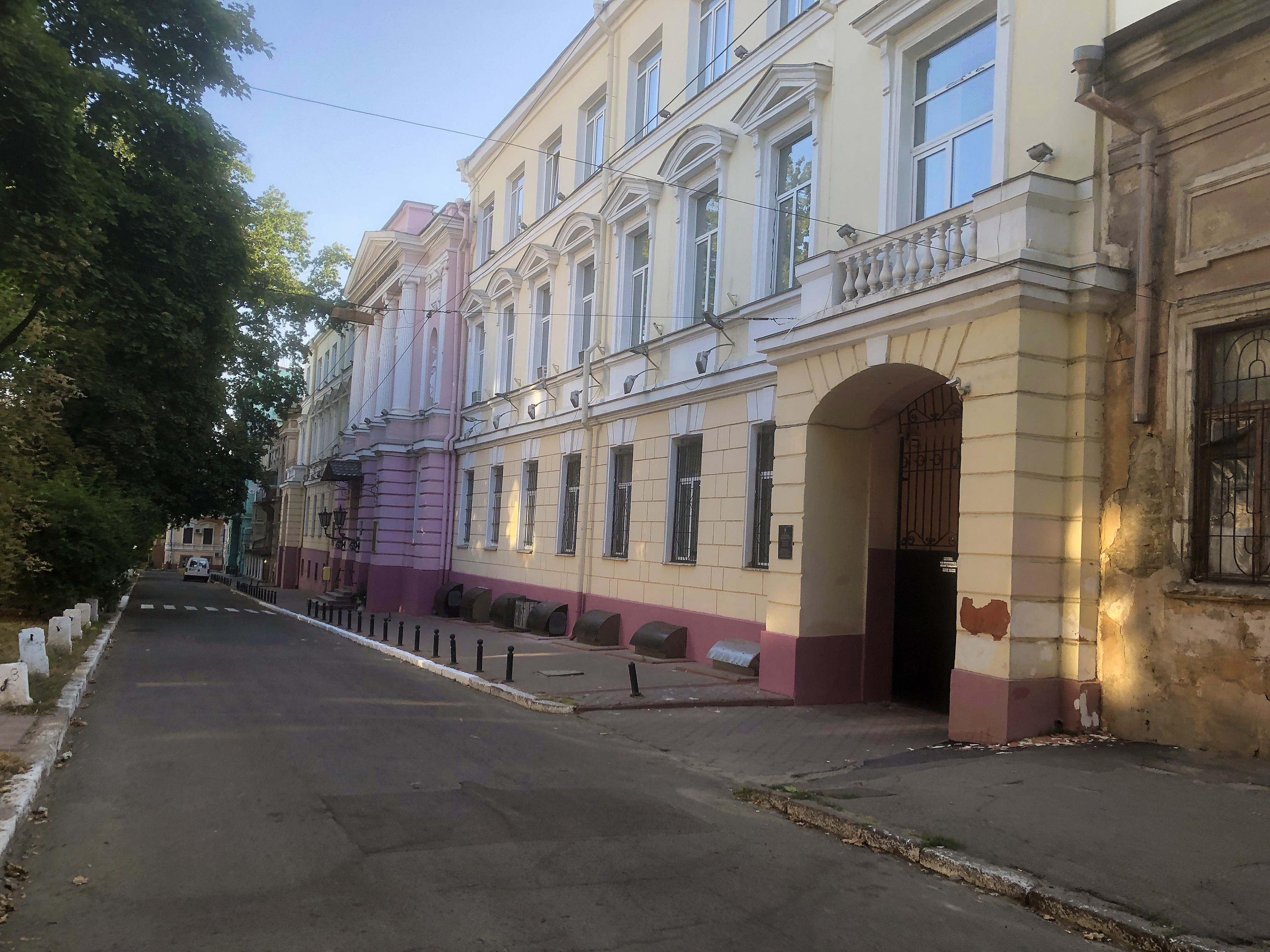
Будівля колишнього комерційного училища імені Імператора Миколи І (№ 8)
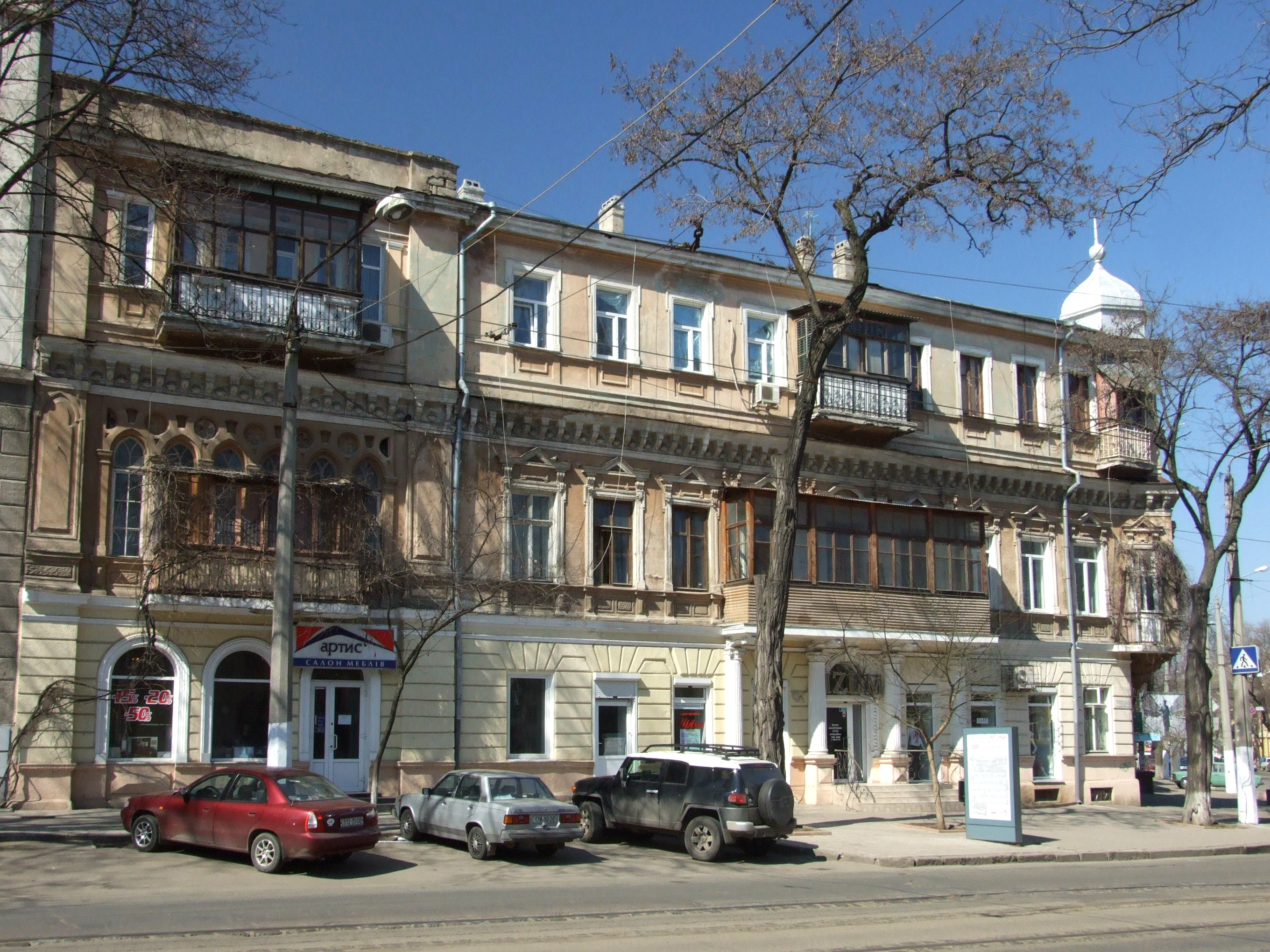
Житловий будинок Льва Толстого (№ 9)
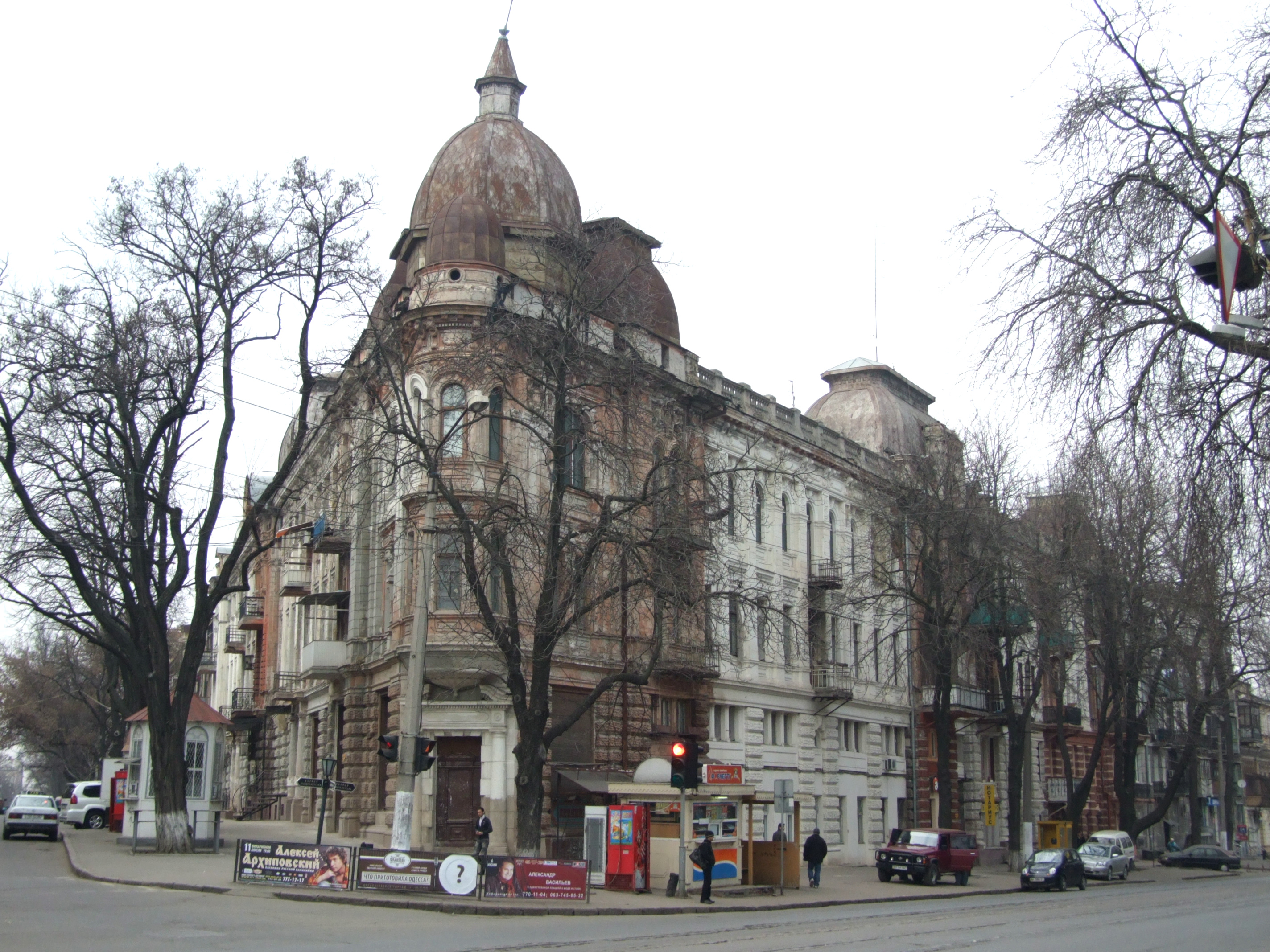
Будинок 1-го Російського Страхового товариства «Життя» (№ 11)
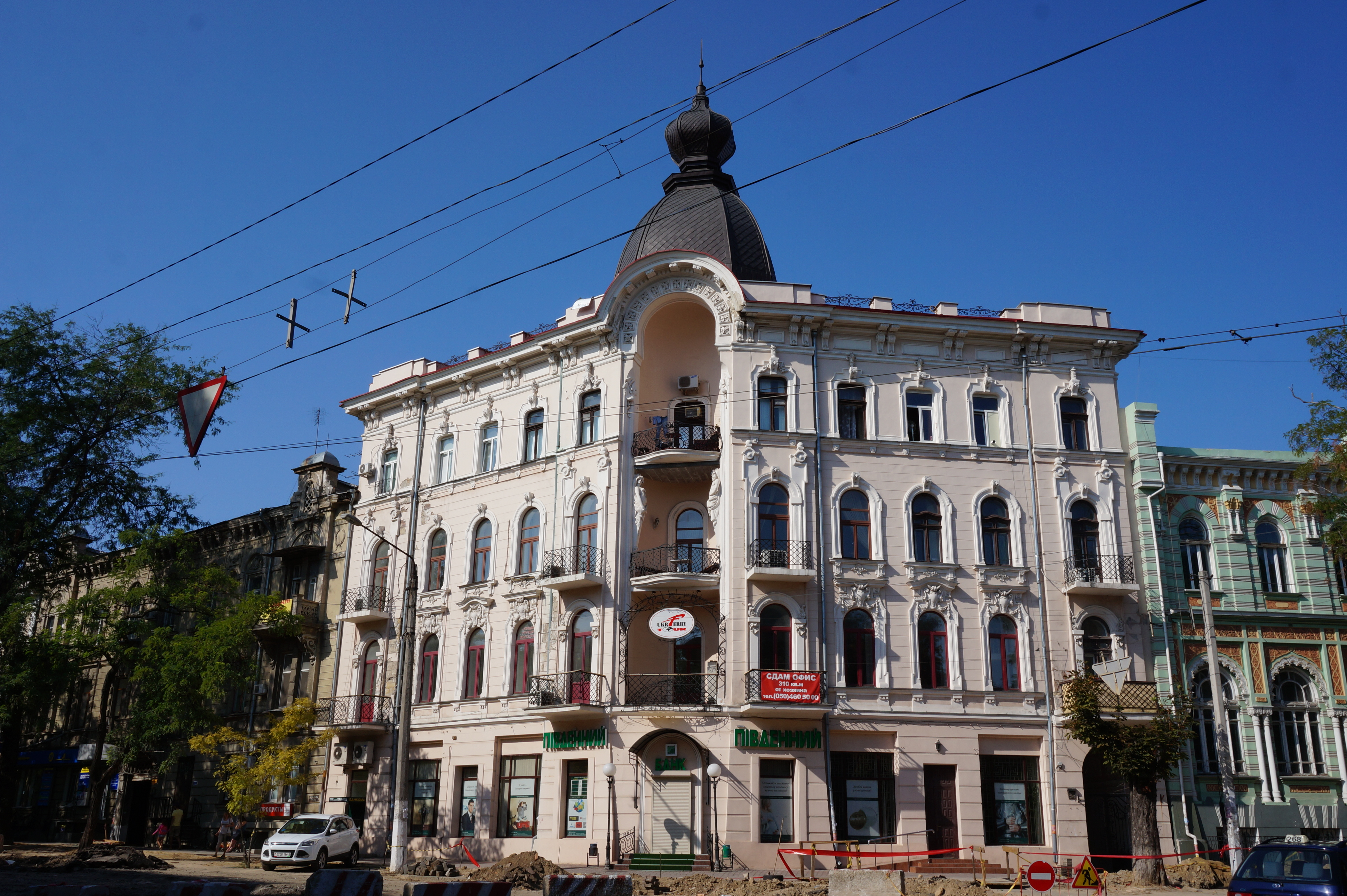
Прибутковий будинок Інбера (№ 13)
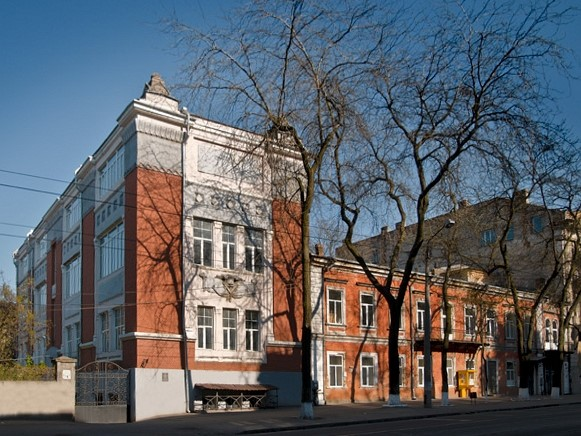
Будівля Одеського художнього коледжу імені Митрофана Грекова (№ 14)
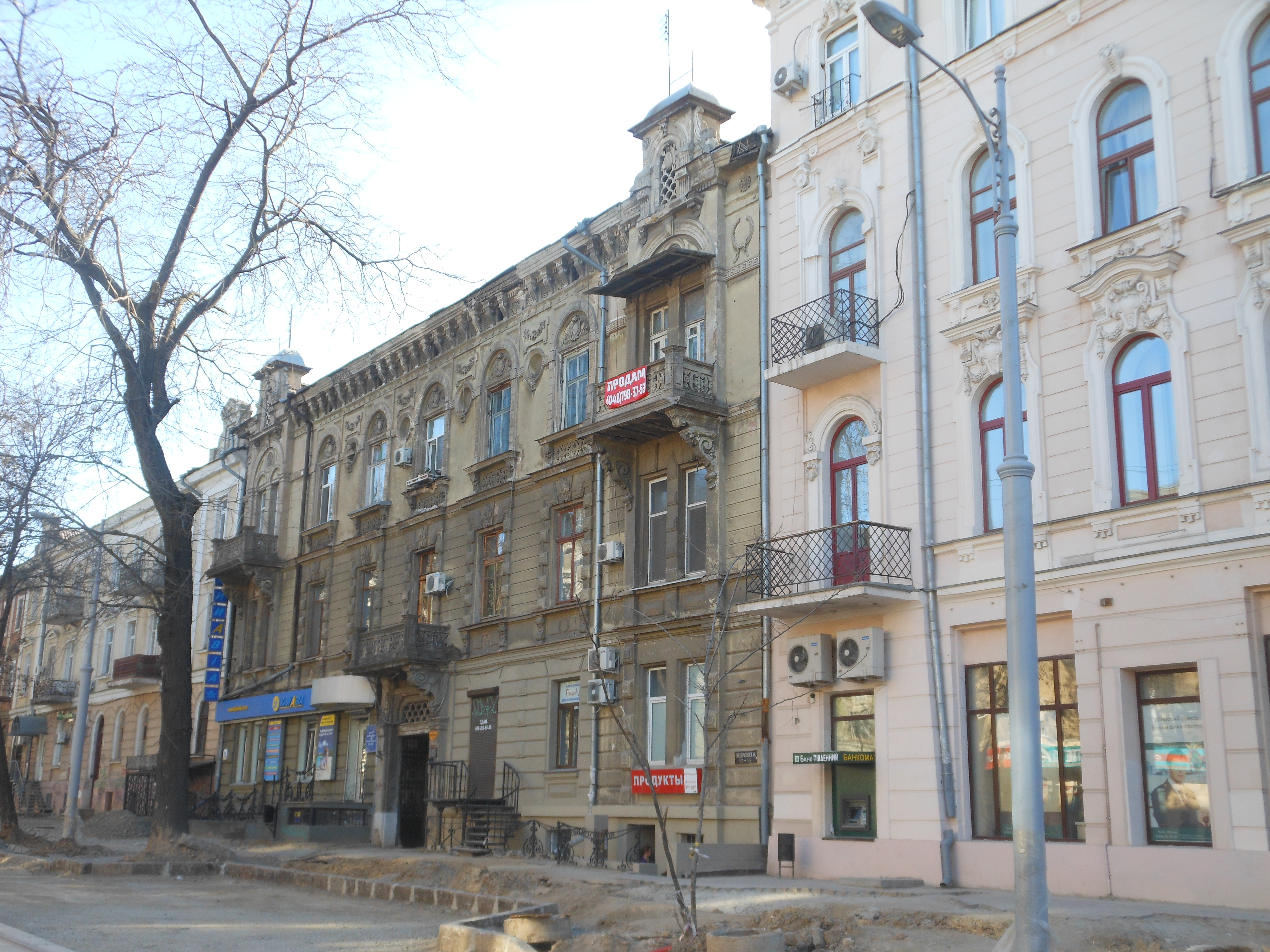
Житловий будинок (№ 15)
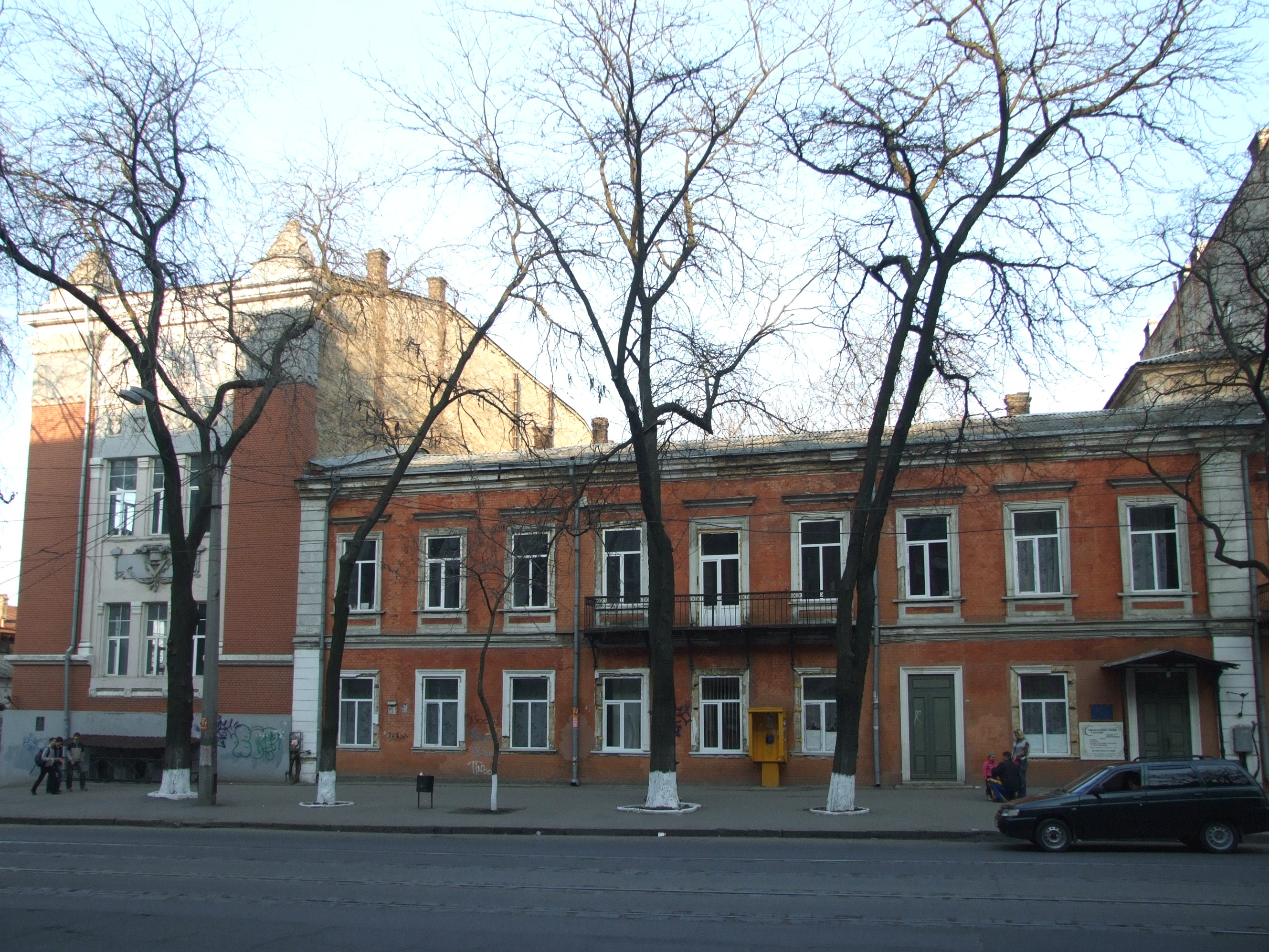
Будинок колишнього товариства красних мистецтв (№ 16)
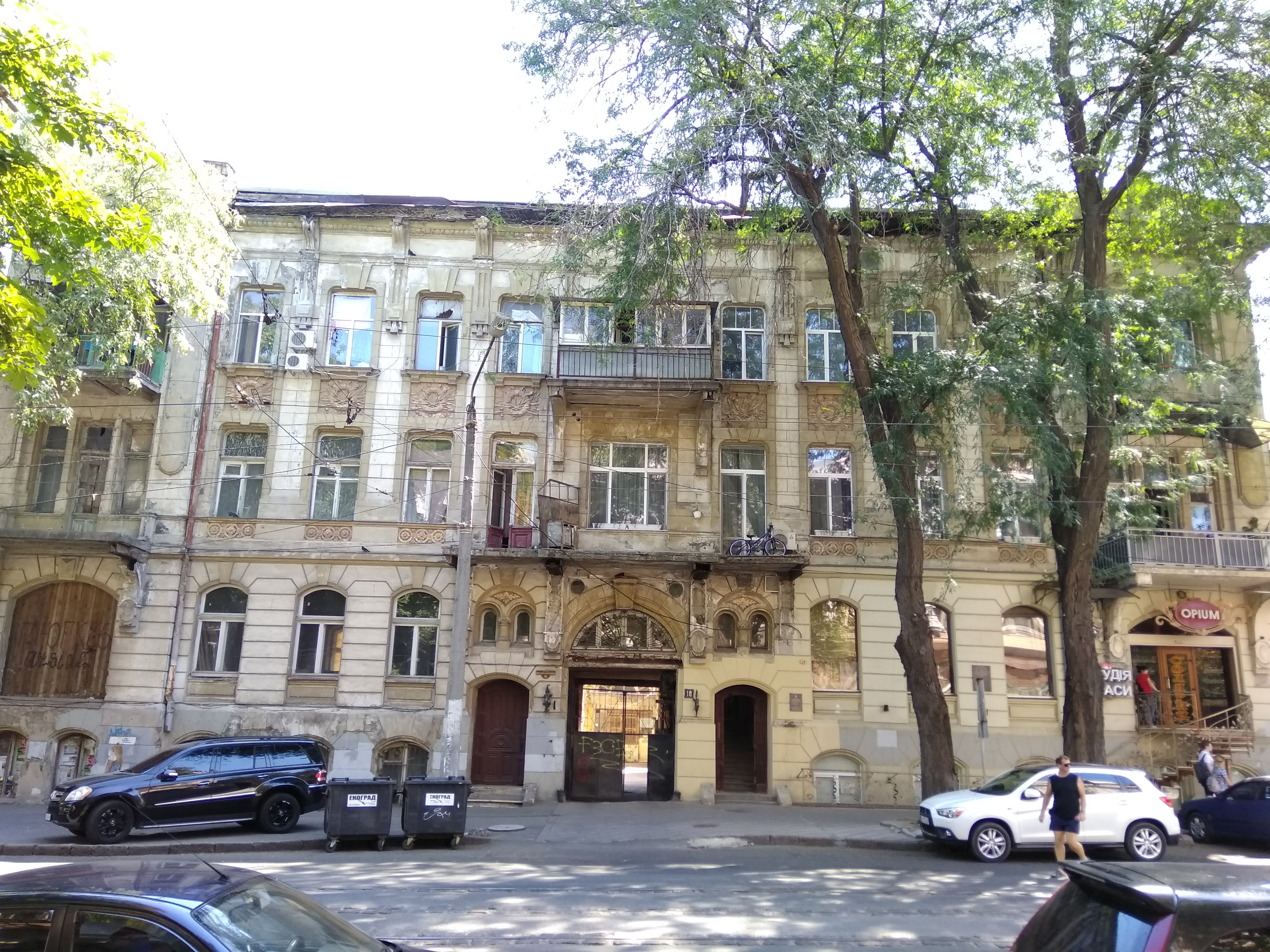
Прибутковий будинок Машевського (№ 18)
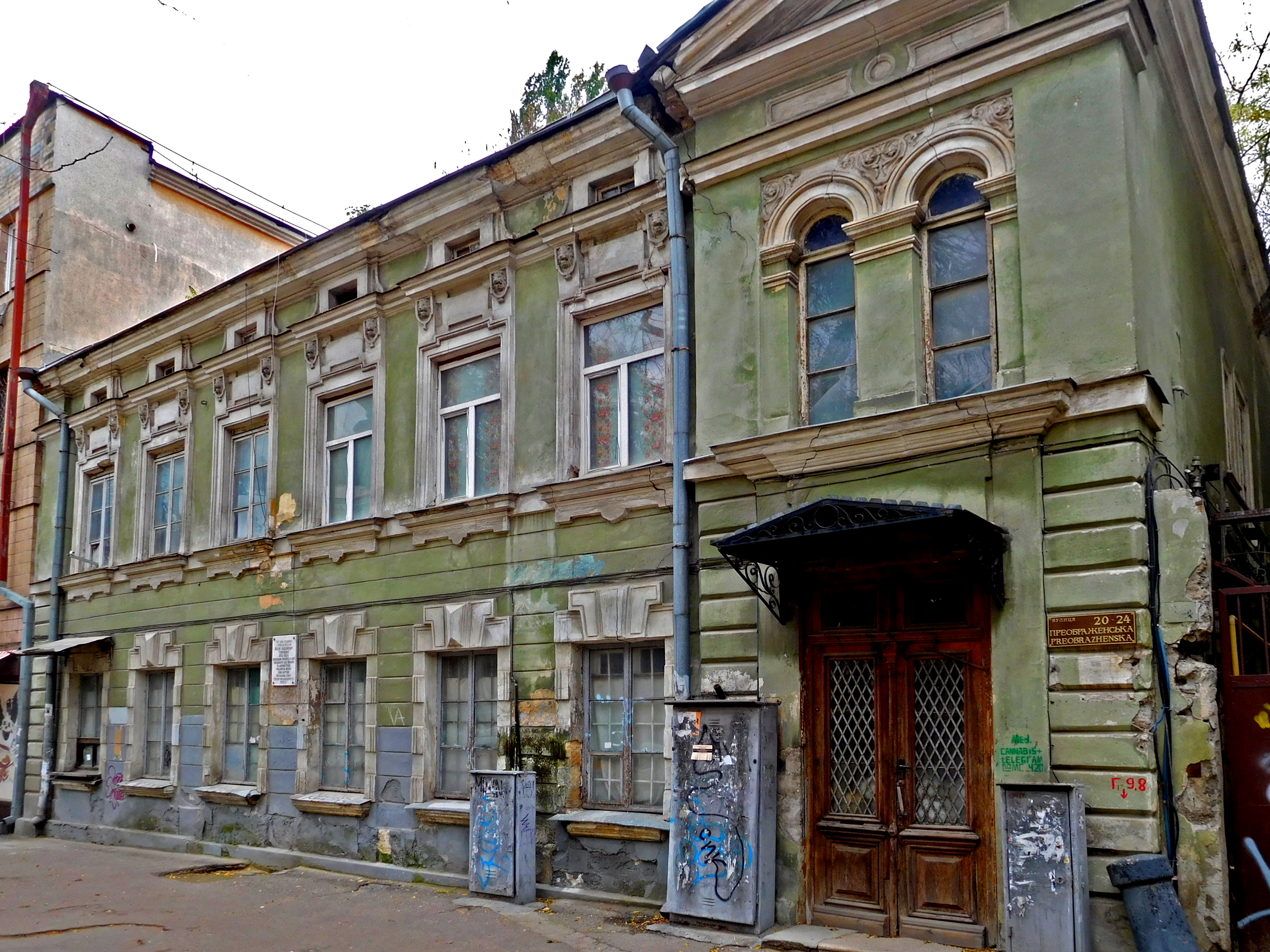
Житловий будинок Тимченка (№ 20/24)
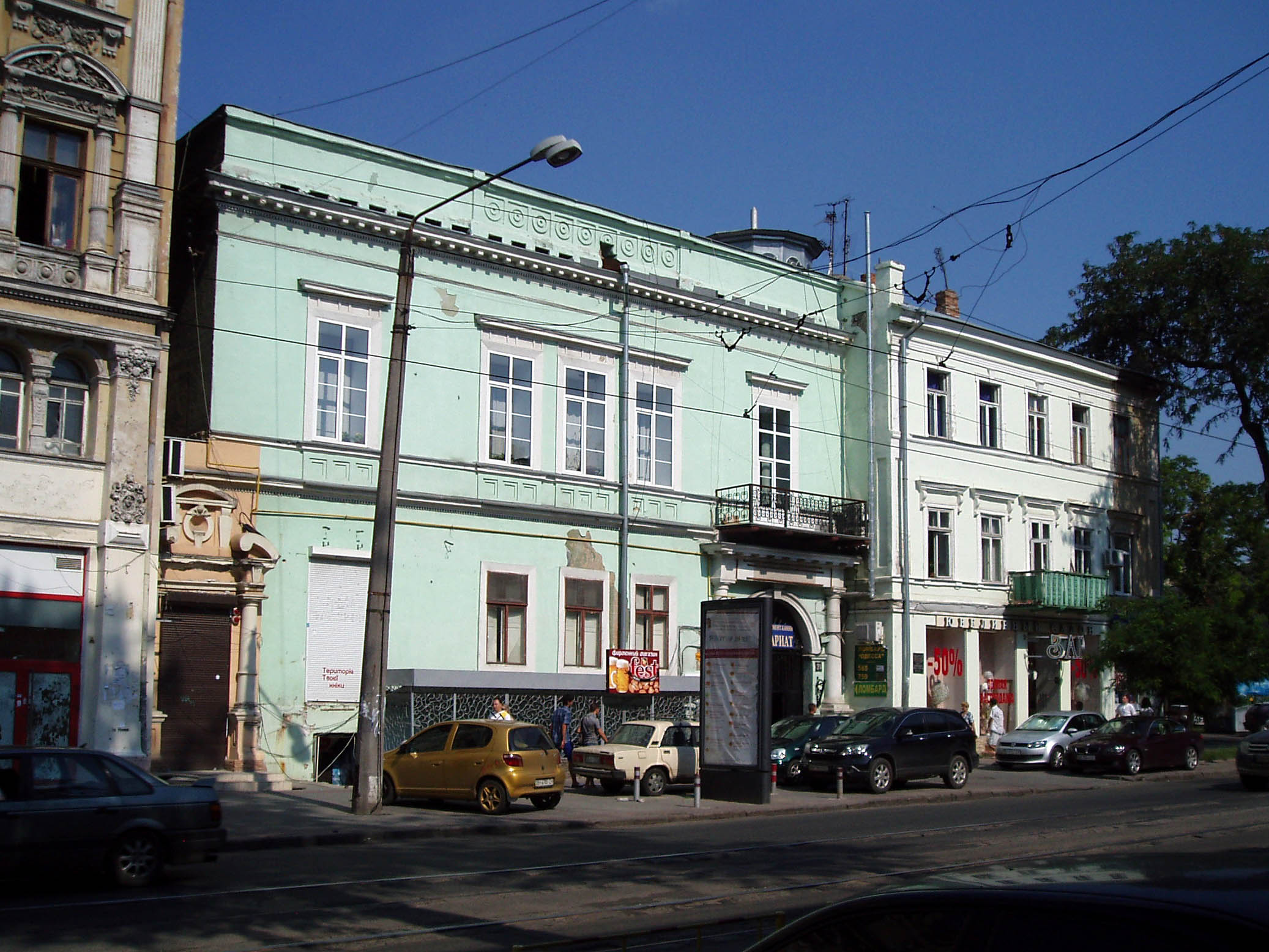
Житловий будинок (№ 21)
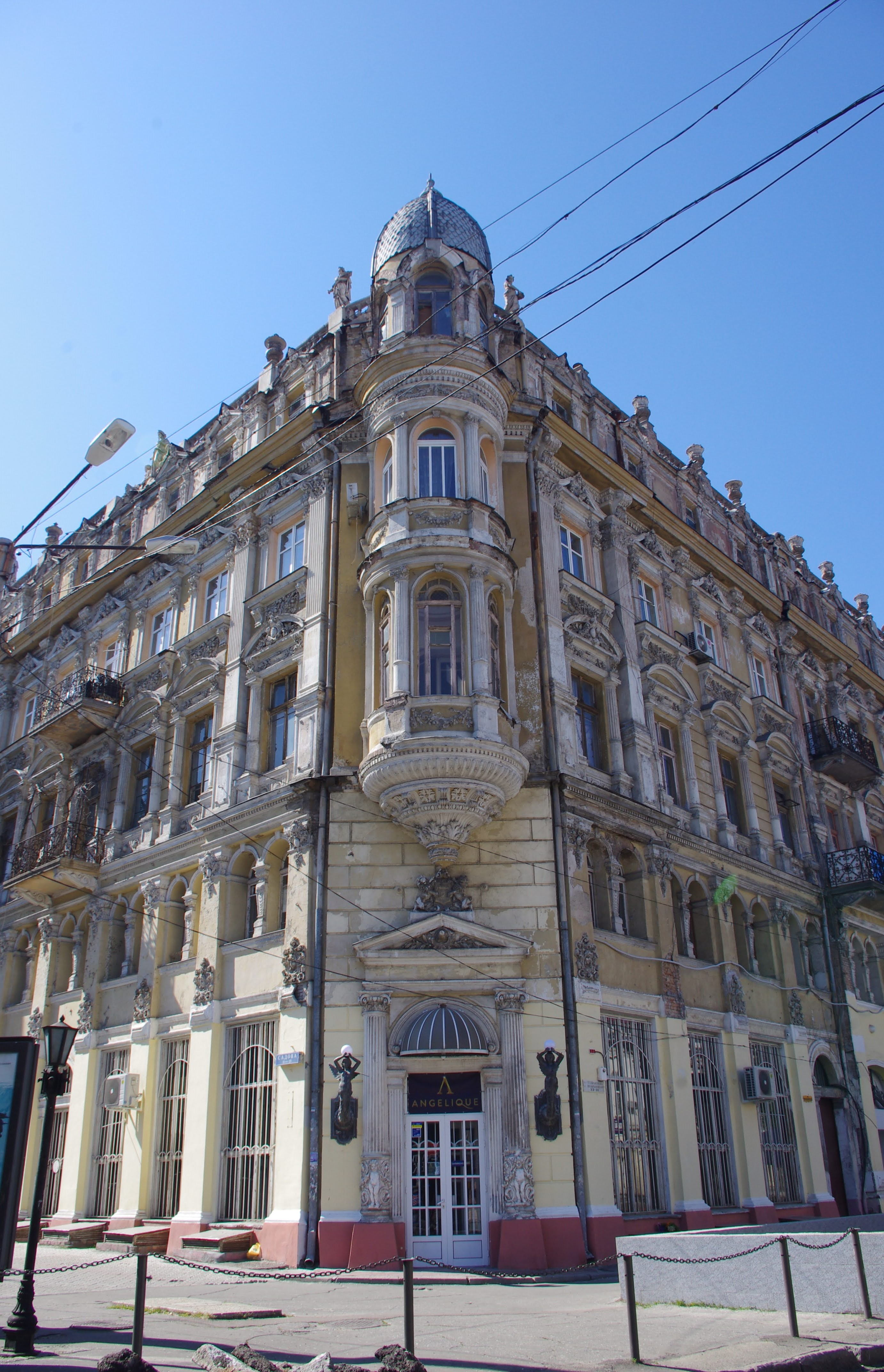
Прибутковий будинок Бернгарда Лібмана (№ 23)
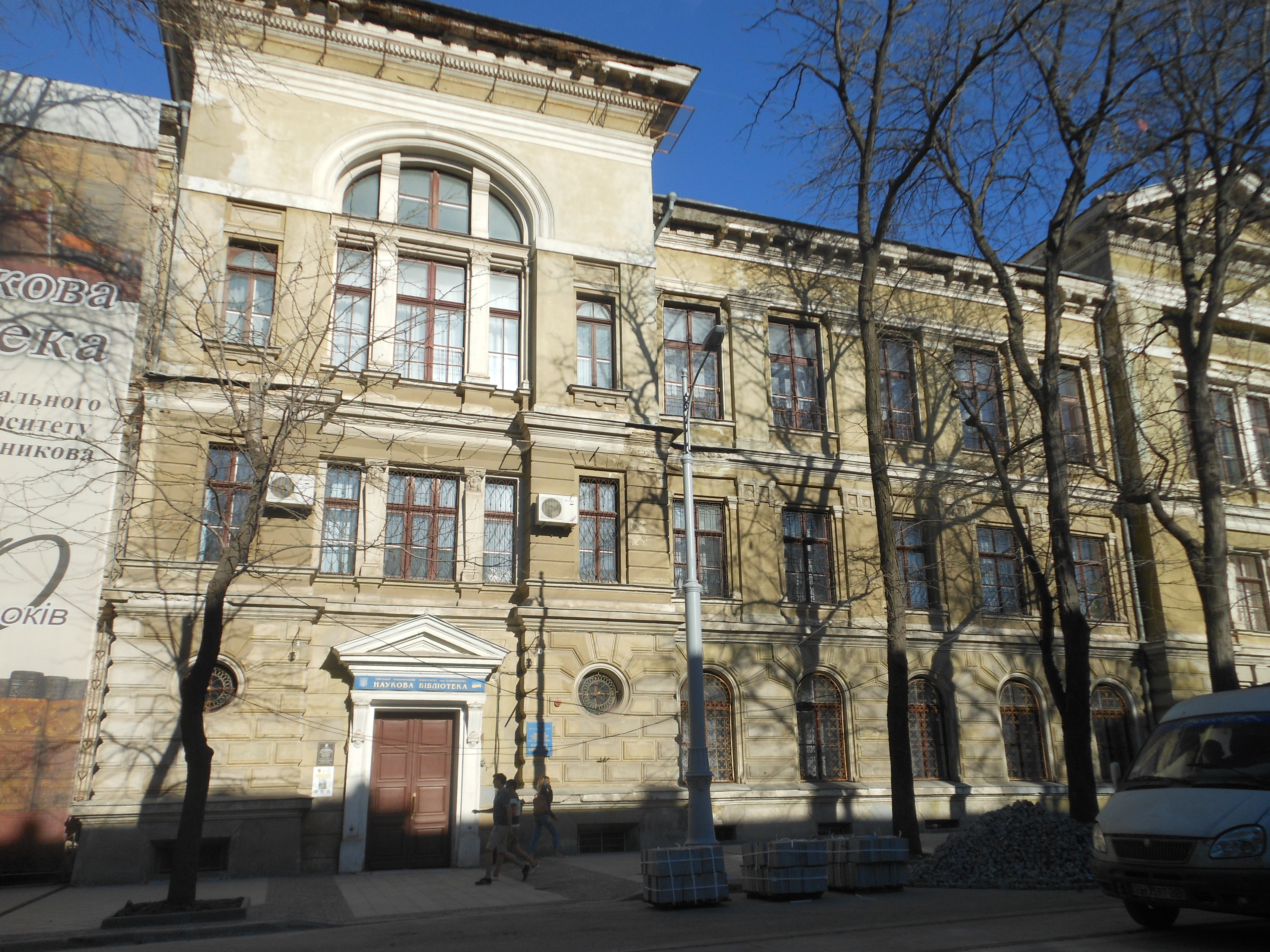
Комплекс споруд колишнього Новоросійського університету. Будівля історичного факультету (№ 24)
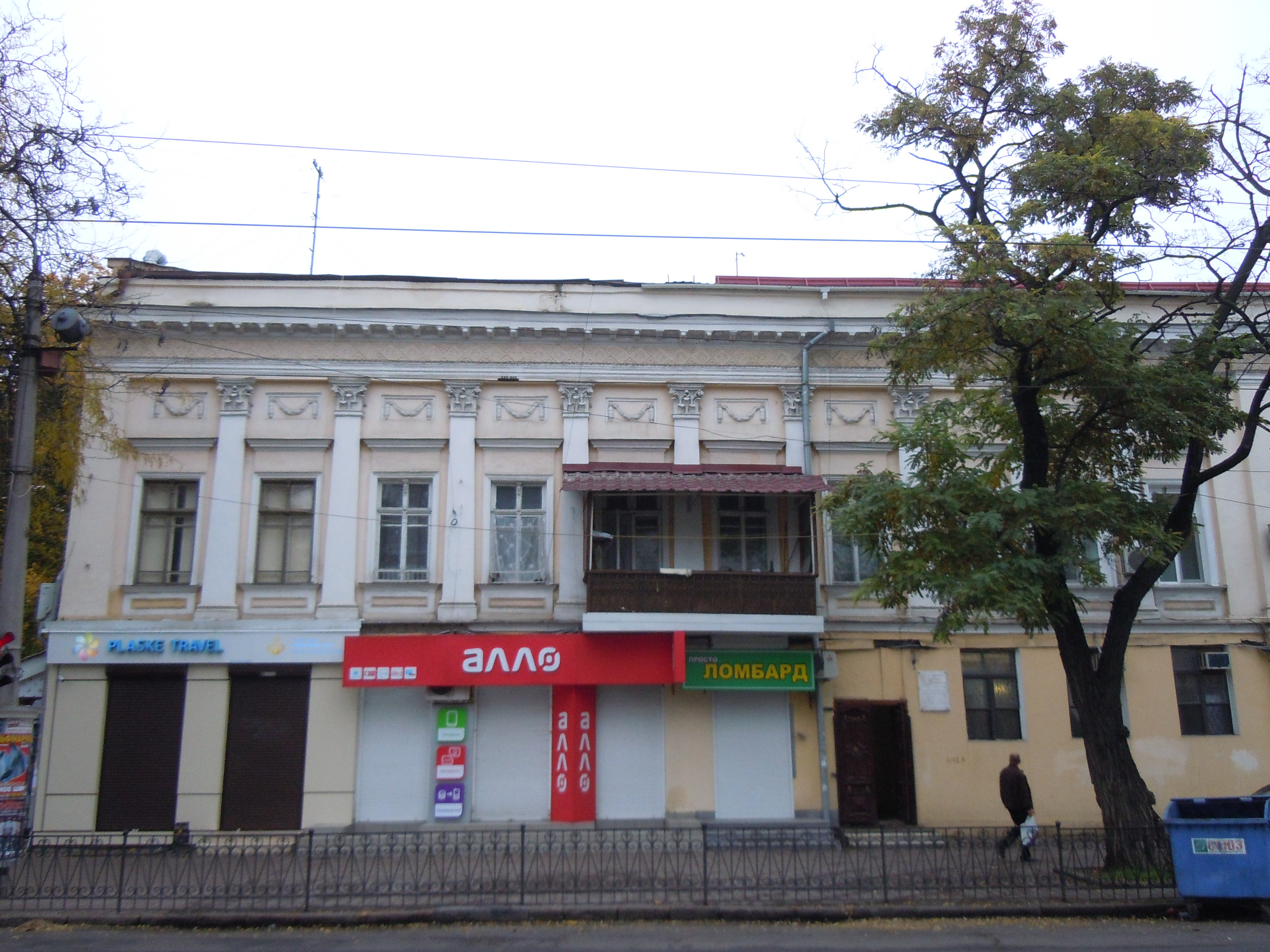
Житловий будинок (№ 28)
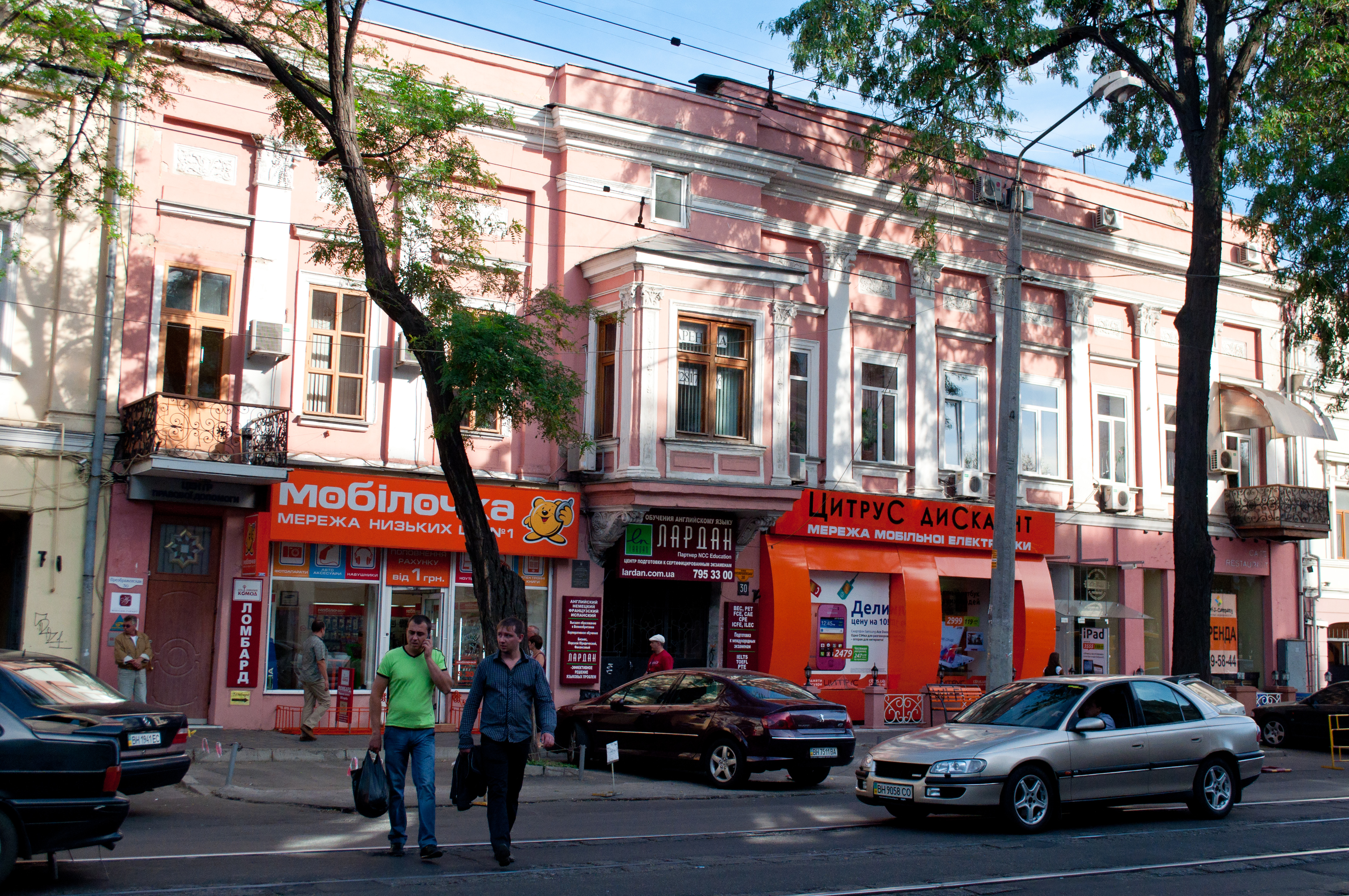
Житловий будинок Григоровича (№ 30)
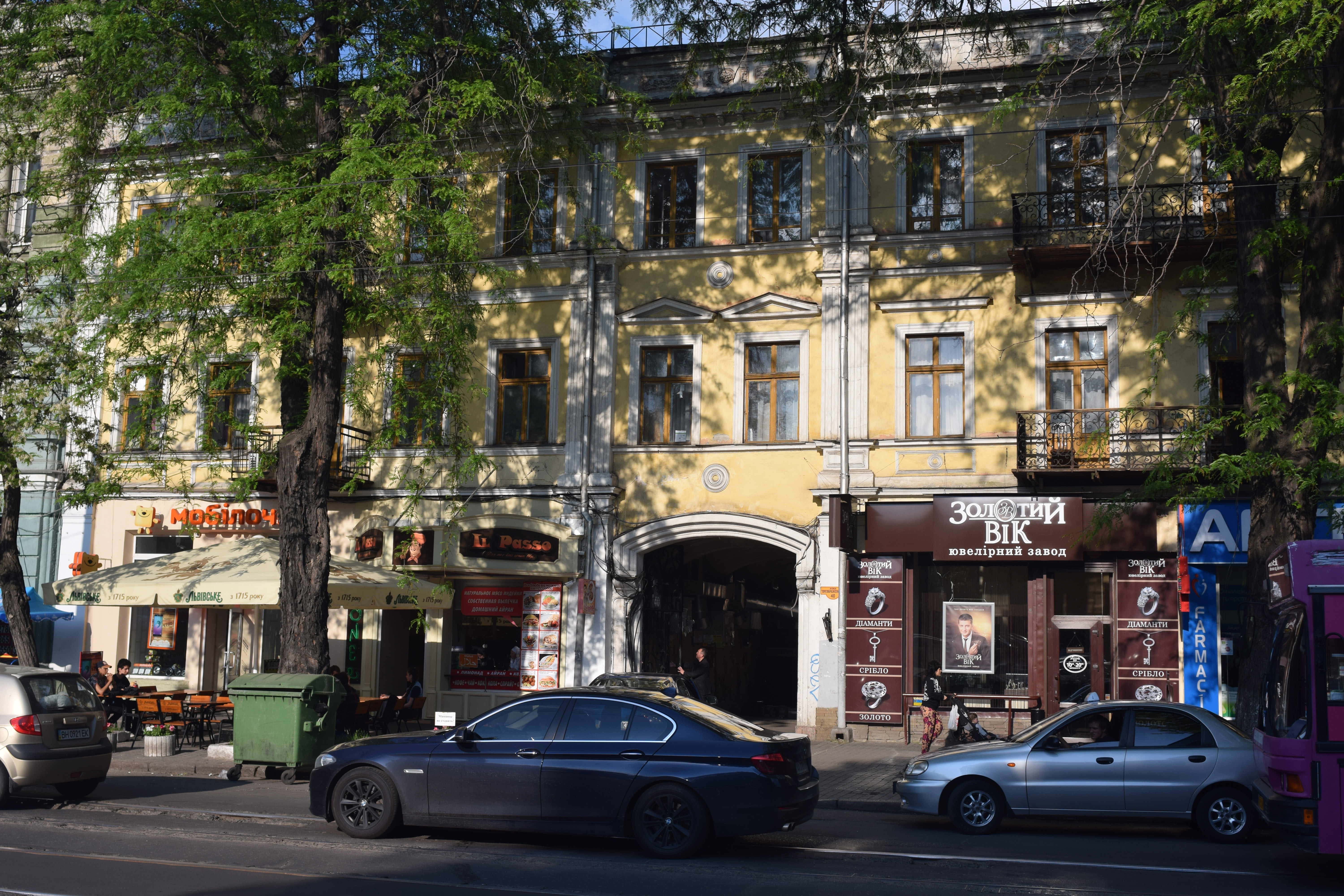
Прибутковий будинок Г. Ф. Рафаловича (№ 40)
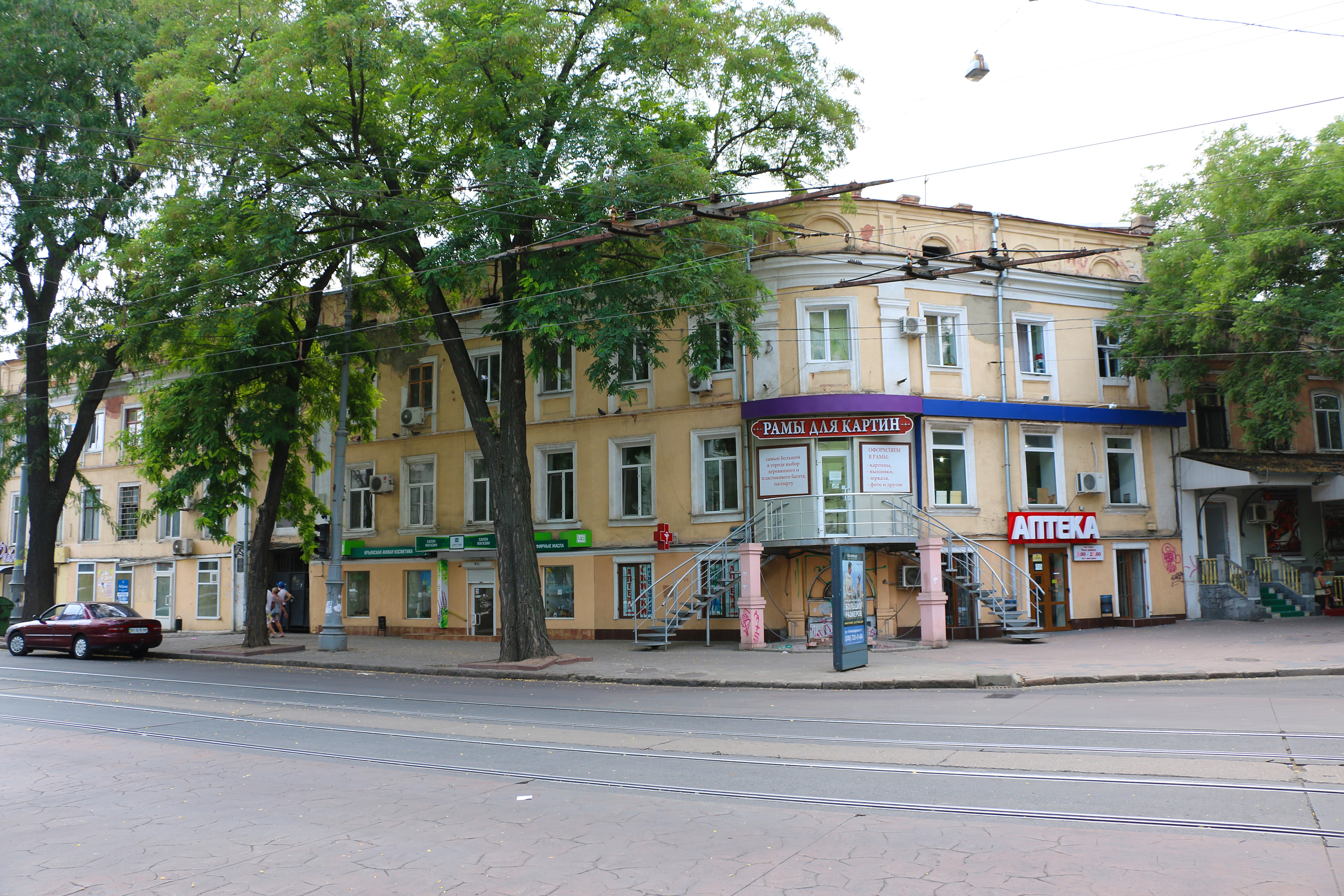
Прибутковий будинок Тангура (№ 41)
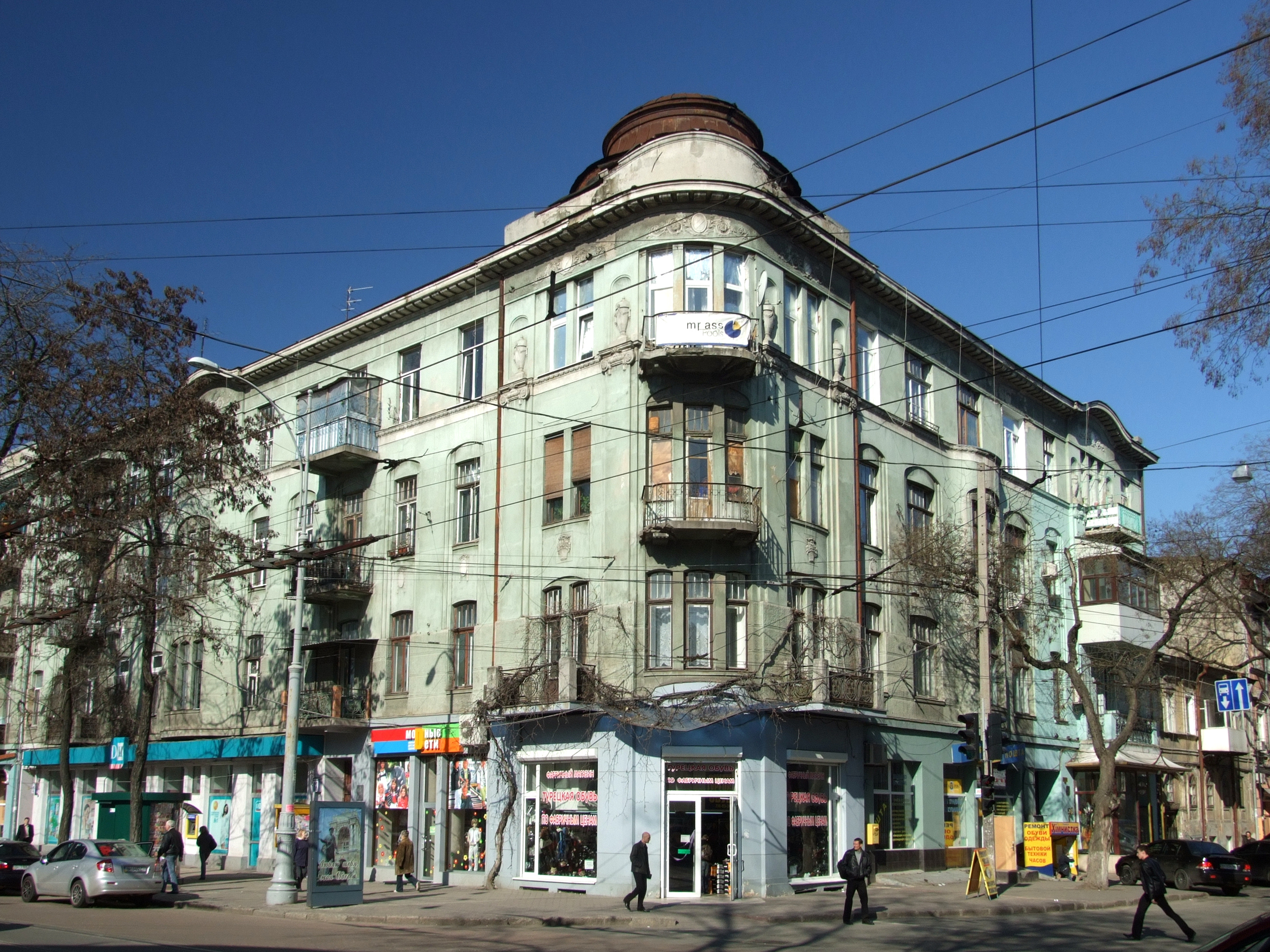
Прибутковий будинок Лівшиця (№ 62)
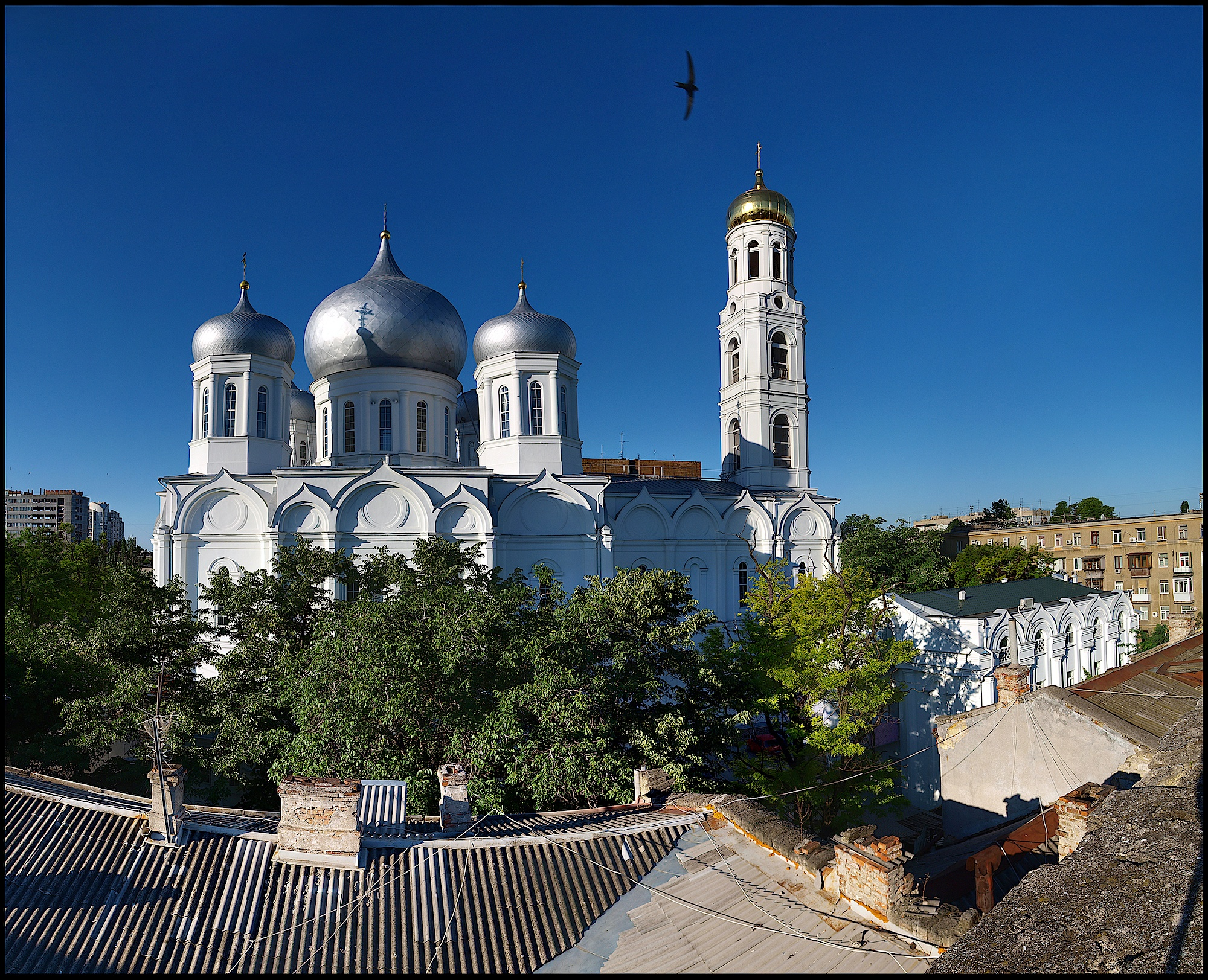
Свято-Успенський кафедральний собор (№ 70)
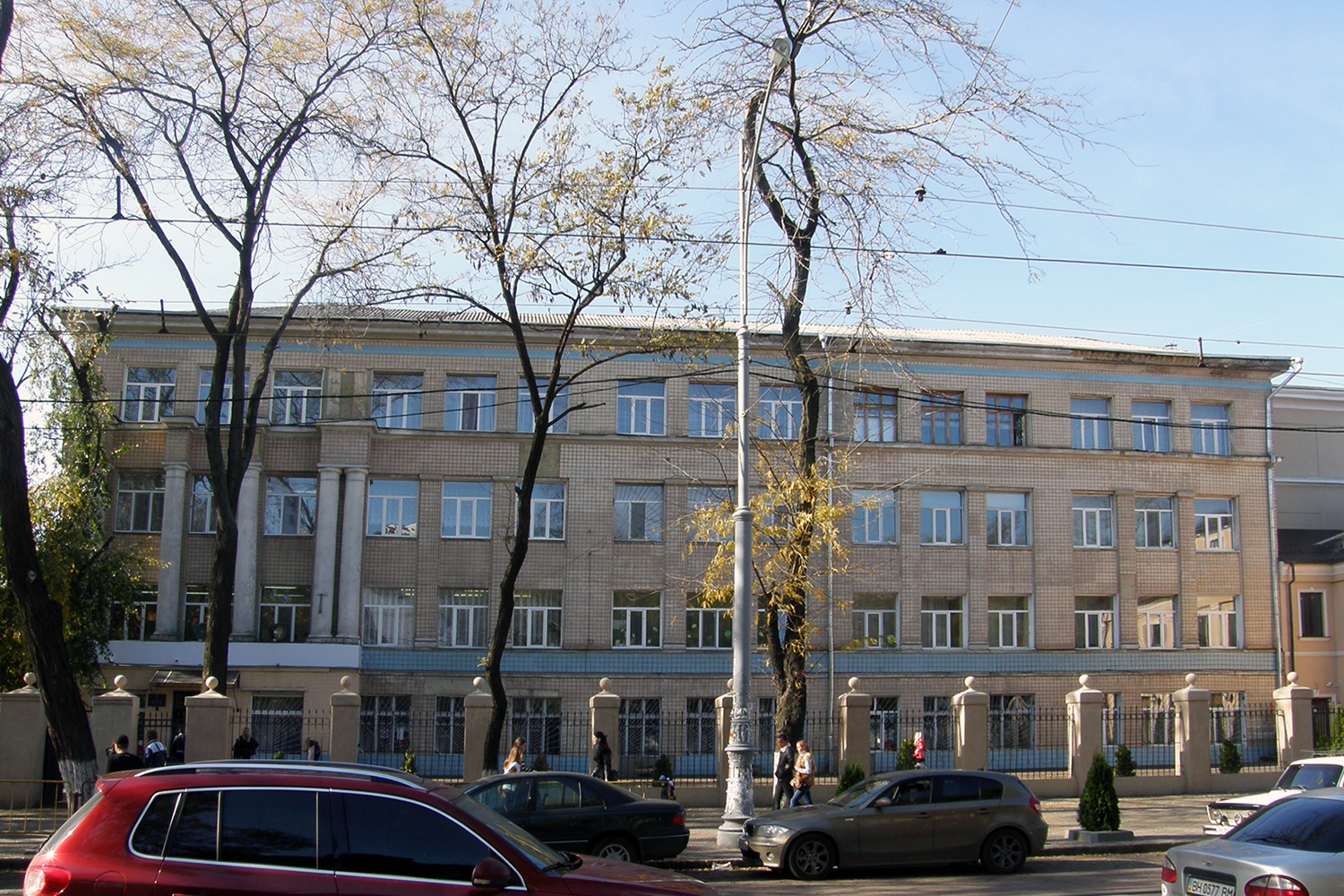
№ 75 — школа № 118, 1937 р., типовий проєкт